# Kycklingvattnet
Kycklingvattnet är en liten by utanför Gäddede i Strömsunds kommun i Jämtland. Byn ligger vid sjön Kycklingvattnet, som erbjuder röding- och öringfiske.